# Johann Strauss mlajši
Johann Strauß mlajši (tudi kralj valčkov), avstrijski skladatelj, * 25. oktober 1825, St. Ulrich, danes del okrožja Dunaj-Neubau, Avstrija, † 3. junij 1899, Dunaj.

## Življenjepis
Njegov oče Johann Strauß starejši (1804-1849) mu je namenil kariero uradnika, toda mati mu je omogočila glasbeni študij pri učitelju basa Hofmannu. Kmalu potem je prekinil stike z družino in začel nastopati na koncertih. Že njegov prvi nastop v Casino Dommayer (15. oktober 1844) je bil izredno uspešen. Turneje so ga vodile po Evropi in Severni Ameriki. Po smrti očeta leta 1849 je prevzel njegov orkester in bil leta 1863 imenovan za cesarsko-kraljevega glasbenega direktorja dvornih plesov, kar pomeni, da je vodil vse dvorne plese. To je počel do leta 1871, ko je sam zaprosil za razrešitev. Ta mu je bila odobrena, istočasno je prejel odlikovanje Franca Jožefa. Njegov naslednik je postal brat Eduard Strauss.
Do tega časa je pisal samo plesno glasbo, s čimer je utrdil sloves »kralja valčkov«. Leta 1864 se je srečal s Jacquesom Offenbachom, ki ga je spodbudil k pisanju operet, ki pa jih je Strauss vedno imenoval komične opere. 10. februarja 1871 je bila premiera njegove prve operete Indigo in 40 razbojnikov.  5. aprila 1874 je bila premiera njegove najbolj uspešne in znane operete Netopir. Ta opereta je bila vzeta v repertoar dvorne opere (danes Dunajska državna opera) in je do danes edina opereta, ki se izvaja tam. Zaradi tega velja Strauss tudi za utemeljitelja »zlate dobe dunajske operete«.
Med njegovimi deli so najbolj znani valčki in polke, ki odražajo dunajsko brezskrbnost tistega časa. Leta 1867 je napisal svoje najslavnejše delo Na lepi modri Donavi, v katerem je opredelil obliko dunajskega valčka. Ta valček velja za neuradno dunajsko himno. Cesarski valček (Kaiserwalzer) je nastal leta 1888 v čast štirideseti obletnici vladanja Franca Jožefa.

## Dela (izbor)

### Valčki
- Umetniško življenje (1867)
- Na lepi modri Donavi (1867)
- Pripovedke iz Dunajskega gozda (1868)
- Cesarski valček (1888)

### Polke
- Trič-trač polka (1858) ...

### Operete
- Netopir (1874)
- Noč v Benetkah (1883)
- Cigan baron (1885) ...